# Dielmissen
Dielmissen er en kommune i den østlige del af Landkreis Holzminden i den tyske delstat Niedersachsen, med 803 indbyggere (2012), og er en del af amtet Eschershausen-Stadtoldendorf.

## Geografi
Kommunen ligger mellem mittelgebirgelandskaberne Ith og Vogler.
Mod øst og syd grænser Dielmissen til Lüerdissen, mod vest til Kirchbrak og mod nord til Halle.